# 孔孟诞生圣地碑
孔孟诞生圣地碑，位于山东省邹城市钢山街道。是中华人民共和国山东省省级文物保护单位之一。
2013年，列入第四批山东省文物保护单位，该文物保护单位是一座近现代重要史迹及代表性建筑。